# Temnodontosaurus
Temnodontosaurus es un género de ictiosaurios del Jurásico Inferior, viviendo entre 198 a 185 millones de años (Hettangiense - Toarciense), en lo que hoy es Europa (Inglaterra y Alemania). En la década de los 80, un fósil de esta especie fue hallado en Mantos Blancos, Antofagasta, Chile, e identificado como un temnodontosaurio lo que derriba la creencia de que eran exclusivos de las costas europeas.
Las especies de Temnodontosaurus eran animales grandes, alcanzando algunas hasta 12 metros de longitud, de gran fuerza muscular y hábiles depredadores costeros.
Asimismo es el único género reconocido en la familia Temnodontosauridae. Tenía la figura adecuada para atrapar presas rápidas: hocico largo, cuerpo en forma de barril y cola con dos potentes lóbulos.

## Palaeobiología

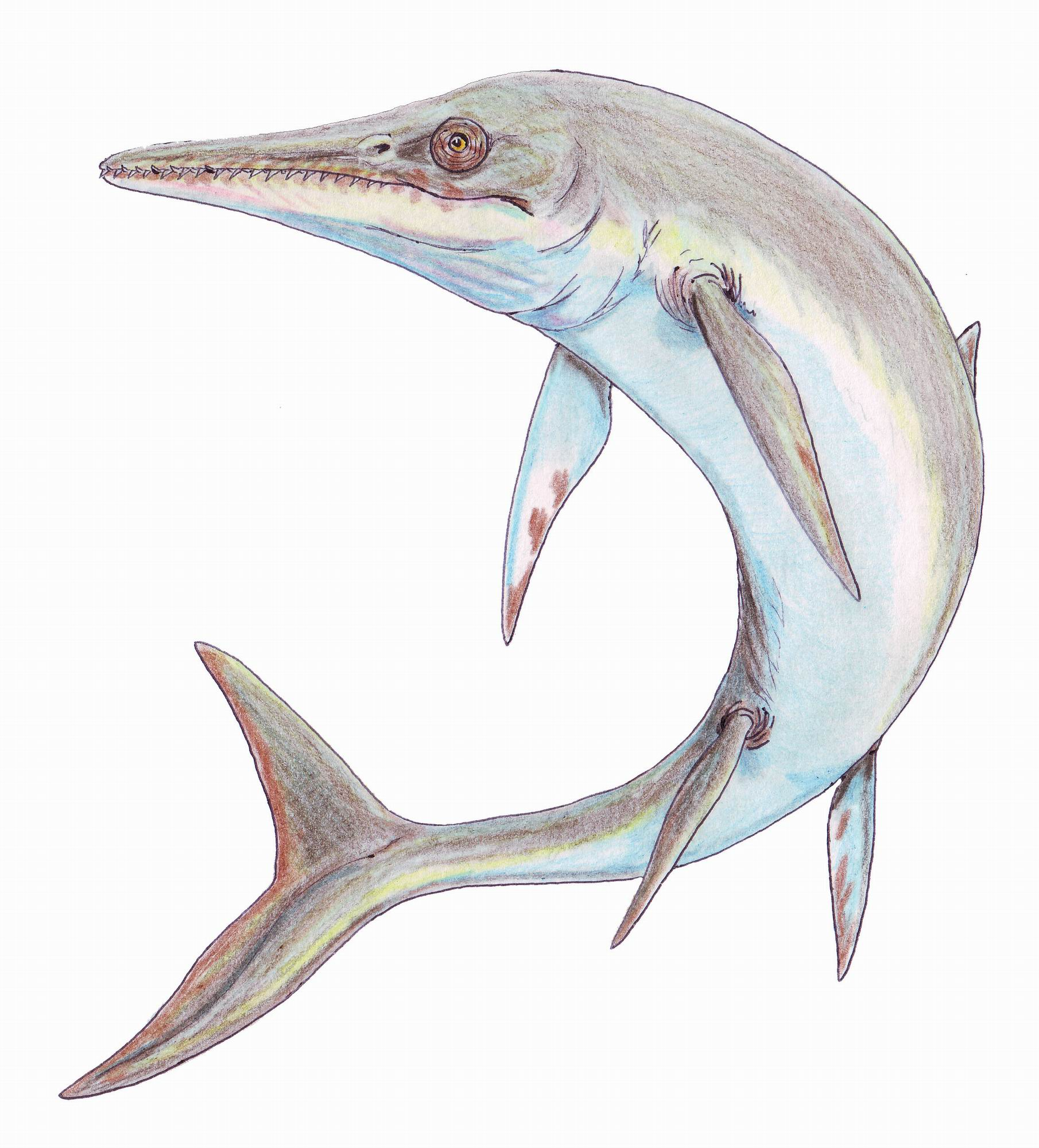
Recreación de T. platyodon

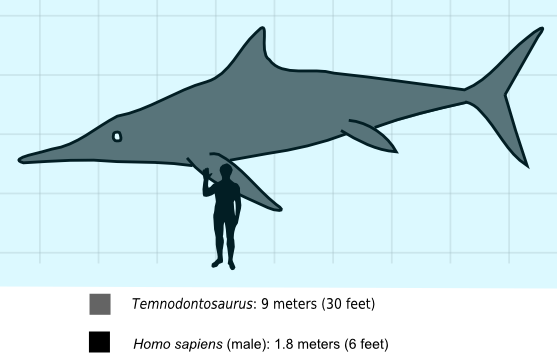
Temnodontosaurus con un humano a escala

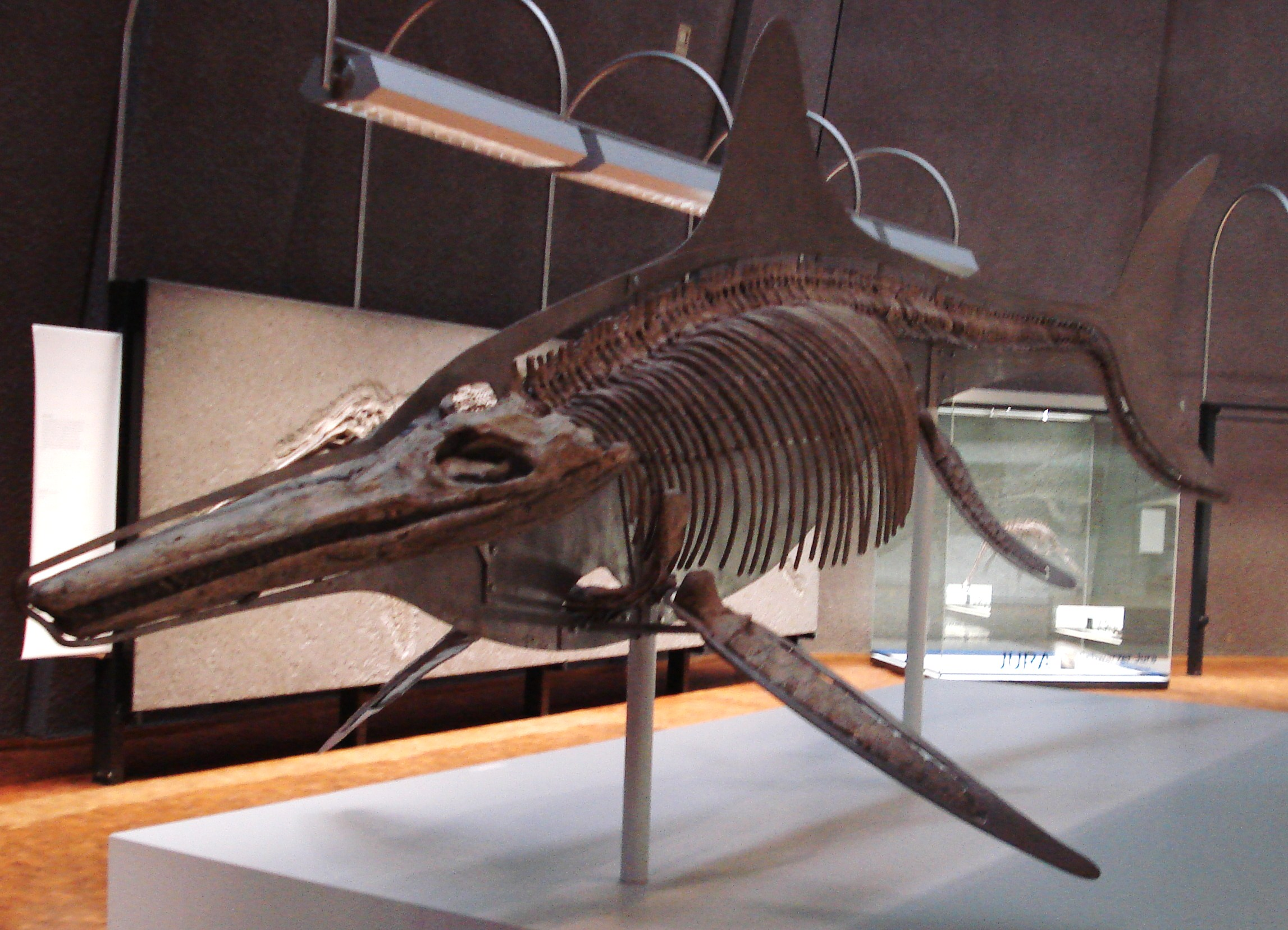
Esqueleto de T. trigonodon.

Los ojos de Temnodontosaurus podían medir 20 centímetros de diámetro, haciéndolo unos de los mayores entre los vertebrados conocidos. A pesar del impresionante tamaño de sus ojos, Temnodontosaurus tenía puntos ciegos sobre su cabeza debido al ángulo en que estaban dispuestos sus ojos. Eran grandes nadadores muy resistentes y podían descender hasta zonas profundas de los mares jurásicos para capturar sus presas.